# 禁じられた愛に私たちは啼き、吠える
『禁じられた愛に私たちは啼き、吠える』（きんじられたあいにわたしたちはなきほえる、Love Is Forbidden, We Croak and Howl）は、アメリカの作家ケイトリン・R・キアナンによる短編小説。
作者が主催するウェブジン『Sirenia Digest』78号に発表された。その後、2014年にアンソロジー『ラヴクラフトの怪物たち』に収録され、2019年に単行本が邦訳された。
収録単行本『ラヴクラフトの怪物たち』にて、怪物「深みのものども」「食屍鬼（グール）」を担う。
数ページの短編。2人の出会いで終わり、展開や結末を描いていない。

## あらすじ
むかしむかし。インスマスの令嬢が、グールと恋に落ちた。ギルマン家のエルベリスは16歳。許嫁がおり、変身が終わり次第結婚する予定になっている。無名のグールにとって、今まで見てきたのは死体ばかり、生きている美しい少女を見たのは初めてであった。

## 収録
- 新紀元社『ラヴクラフトの怪物たち 下』植草昌実訳